# Rewind the Film
Rewind the Film is het elfde studioalbum van de Welshe alternatieve rockband Manic Street Preachers uit 2013.

## Overzicht
Het album wordt gedomineerd door een akoestisch geluid en is een van de rustigste albums die de band heeft uitgebracht.
Het gelijknamige nummer werd op 8 juli 2013 als eerste bekendgemaakt en bevat een duet met Richard Hawley. Op 9 september werd de eerste single uitgebracht, "Show Me the Wonder".

## Tracks
| Nr. | Titel                                       | Duur |
| --- | ------------------------------------------- | ---- |
| 1.  | This Sullen Welsh Heart                     | 4:13 |
| 2.  | Show Me the Wonder                          | 3:19 |
| 3.  | Rewind the Film                             | 6:37 |
| 4.  | Builder of Routines                         | 2:29 |
| 5.  | 4 Lonely Roads                              | 2:55 |
| 6.  | (I Miss the) Tokyo Skyline                  | 3:47 |
| 7.  | Anthem for a Lost Cause                     | 3:53 |
| 8.  | As Holy as the Soil (that Buries Your Skin) | 3:21 |
| 9.  | 3 Ways to See Despair                       | 3:17 |
| 10. | Running Out of Fantasy                      | 4:10 |
| 11. | Manorbier                                   | 4:32 |
| 12. | 30-Year War                                 | 5:08 |